# (5994) Yakubovich
(5994) Yakubovich est un astéroïde de la ceinture principale.

## Description
(5994) Yakubovich est un astéroïde de la ceinture principale. Il fut découvert le 29 septembre 1981 à Naoutchnyï par Lioudmila Jouravliova. Il présente une orbite caractérisée par un demi-grand axe de 2,85 UA, une excentricité de 0,23 et une inclinaison de 13,6° par rapport à l'écliptique.

## Compléments